# 座位保持装置
座位保持装置（ざいほじそうち）とは体幹の機能障害で自力で座ることが難しい人が、適切な姿勢で座る姿勢を安定させるための補助具である。特に、筋力や体幹のバランスに課題がある肢体不自由児や高齢者、障がいのある方に使用され、快適で安全な座位を保つことを目的としている。適切な姿勢を維持することで、呼吸や食事、コミュニケーションがしやすくなり、生活の質（QOL）向上にもつながる。厚生労働省の告知資料では、座位保持装置とは『機能障害の状況により、座位に類した姿勢を保持する機能を有する装置を含むもの』とされている。座位保持椅子に似ているがキャスターがついていて移動できるものを指す。

## 目的
1. 正しい姿勢の維持
  - 背中や腰をサポートし、猫背や側弯を防止。
  - 長時間座っても疲れにくい姿勢を保つ。
2. 体への負担軽減
  - 体圧分散によって褥瘡（床ずれ）の予防。
  - 筋肉や関節への負担を軽減。
3. 機能的な活動のサポート
  - 食事や書字、遊びなどの日常生活動作を支援。
  - コミュニケーションを取りやすくする。
4. 呼吸・消化機能の改善
  - 正しい座位によって呼吸が深くなり、嚥下もスムーズになる。

## 座位保持装置の種類
1. 車椅子型座位保持装置
  - 移動も可能なタイプ。身体に合わせてカスタマイズ可能。
  - 背もたれや座面の角度調整ができ、長時間の使用に適している。
2. 椅子型座位保持装置
  - 固定型の椅子タイプ。学習や食事の際に使用。
  - 足置きやサイドサポートで、安定した姿勢を保つ。
3. フロアチェア型座位保持装置
  - 床で使用するタイプ。座位保持が難しい乳幼児に適している。
  - 軽量で持ち運びやすい。
4. カスタムメイド座位保持装置
  - 個々の体型や障がいに合わせてオーダーメイドで作成。
  - 3Dスキャンや石膏型を使用して正確にフィットさせる。

## 構造と特徴
1. 背もたれ（バックサポート）
  - 脊柱のラインに沿った形状で、側弯や後弯を防ぐ。
2. 座面（シート）
  - 体圧分散素材を使用し、褥瘡予防に配慮。
  - 骨盤の位置を安定させるためのクッションやベルト付き。
3. ヘッドレスト
  - 首や頭を支えることで、呼吸や視線の安定を助ける。
4. フットサポート
  - 足の位置を安定させ、全身のバランスをサポート。
5. サイドサポート（側方支持）
  - 体幹が傾かないよう、左右から支えるパッド。

## 選び方
1. 専門家による評価
  - 理学療法士や作業療法士が、身体機能や姿勢を評価。
  - 医療機関や福祉用具専門店での相談が重要。
2. 試乗・フィッティング
  - 実際に座ってみて、快適さや安定感を確認。
  - 長時間使用するため、細かい調整が必要。
3. 成長に合わせた調整
  - 成長期の子どもには、サイズ調整が可能なものを選ぶ。
  - 定期的に見直して、身体の変化に対応する。
4. 目的に応じた選択
  - 移動用、学習用、食事用など、使用目的に合ったタイプを選ぶ。

## 座位保持装置の費用と補助制度
- 価格帯：数万円から数十万円まで幅広い。カスタムメイドは高額になることが多い。
- 補助制度：
  - 障害者総合支援法や日常生活用具給付制度を利用して、公費負担が可能。
  - 医師の診断書や専門家の意見書が必要な場合がある。

## 使用時の注意点
1. 定期的な点検とメンテナンス
  - ネジの緩みやクッションの劣化を確認。
  - 成長や体の変化に合わせた調整が必要。
2. 使用時間の管理'
  - 長時間同じ姿勢で座ることを避け、適度に体位変換を行う。
  - 褥瘡（床ずれ）予防のため、皮膚の状態もチェック。
3. 快適さの確認
  - 圧迫感や不快感がないかを定期的に確認。
  - 座り心地が悪い場合は、クッションやパッドの調整を行う。